# 不当
不当（ふとう）は、正しくないこと、妥当ではないこと、道理に外れたことを指す。対義語は正当、妥当である。

## 法令用語としての「不当」
「不当」という言葉は「違法」と同じような意味と解釈されることがあるが、法令用語としてはそれぞれの意味が異なってくる。
「不当」とは、実質的に妥当性を欠いていることをいう。対して「違法」とは、法秩序に違反していることをいう。「不当」なものが必ずしも「違法」であるとは限らず、法に違反してさえいなければ、それは「適法」という扱いになる。しかし、如何に適法であっても法の趣旨や目的から見て問題のある行為には変わりない。
なお、これは「不当」が「違法」でないことを保証するものではない。「不当」でかつ「違法」なものも当然あり得る。

## 関連記事
- 不当表示
- 不当解雇
- 不当利得
- 不当労働行為